# Обіймальна коробка
Обійма́льна коро́бка, також відома як обійма́льна маши́на, — сильно стискувальний пристрій, призначений для заспокоєння гіперчутливих людей, як правило, людей з розладами аутистичного спектру. Цей терапевтичний пристрій для подолання стресу було винайдено Темпл Ґрандін у коледжі.
Аутизм та інші розлади аутистичного спектру мають значний вплив як на соціальну поведінку, так і на чутливість до сенсорних впливів у осіб з цими розладами: часто таким людям незручно, неприємно торкатися до інших. Ґрандін розв'язала цю проблему, спроектувавши обіймальну машину, щоб вона та інші за потреби могли використати її для заспокоєння.

## Опис
Машина для обіймів складається з двох шарнірних бокових бортів, кожна з яких має розмір 120 см на 90 см.  Борти покриті м’яким шаром та мають коробку керування, яка працює завдяки повітряному компресорі. Користувач лежить або сидить навпочіпки між бічними бортами, самостійно регулює силу тиску панелей на його тіло та знаходиться в коробці стільки часу, скільки забажає.  Машина та її розвиток зображені в байопіку про Темпл Ґрандін . 

## Історія

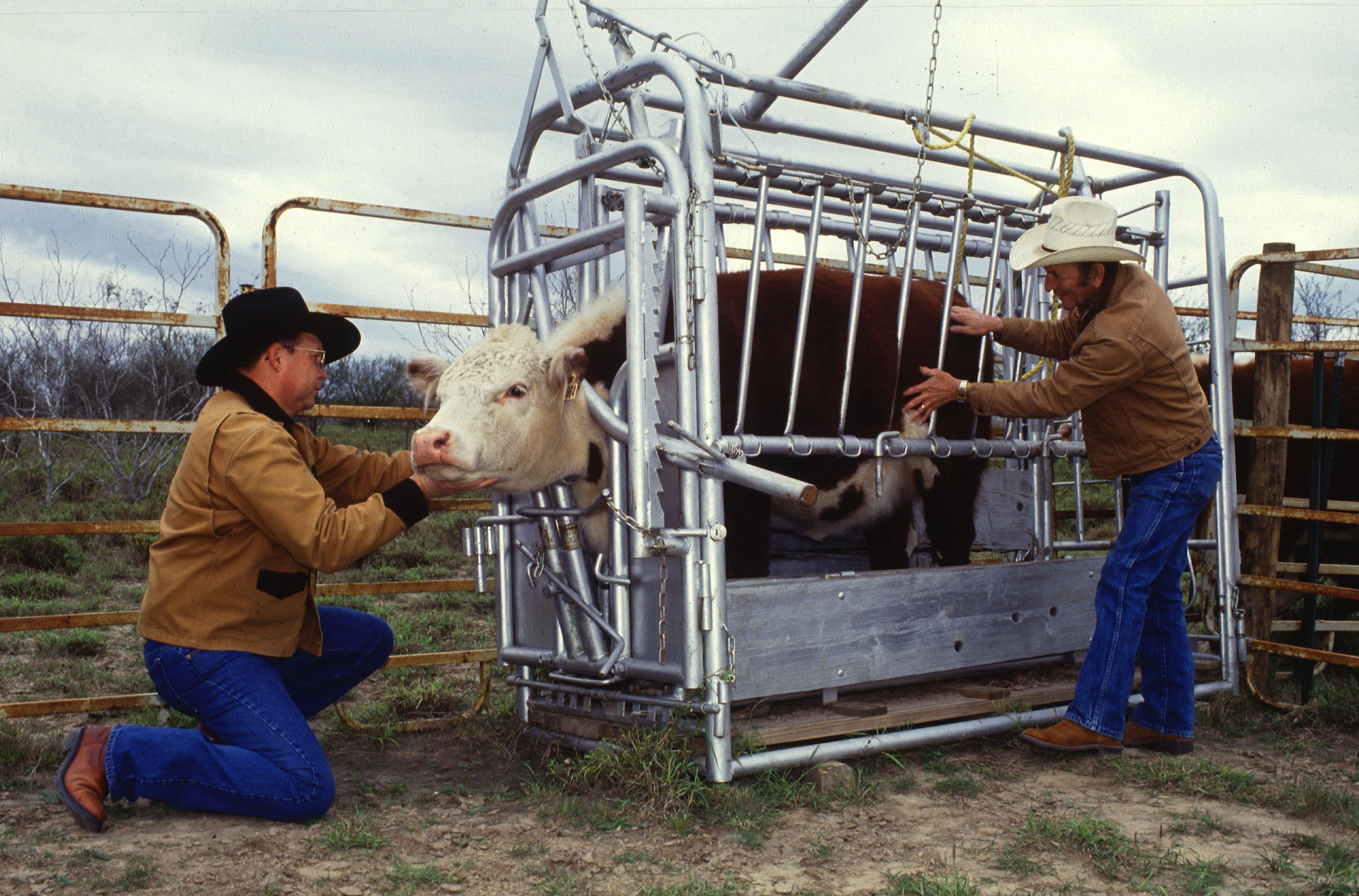
Станок - пристрій, в який ставлять тварину для огляду

Винахідниця машини Темпл Ґрандін ще в дитинстві усвідомила, що буде шукати глибоку стимуляцію тиском, тому що відчувала надмірну стимуляцію, коли хтось обіймав або тримав її. Ідея машини для обіймів прийшла їй у голову під час роботи на ранчо її тітки в Арізоні , де вона помітила, як велику рогату худобу закривають у станку для щеплень та притискають його стінками, та як деякі тварини одразу заспокоюється.  Вона зрозуміла, що тиск з боків мав заспокійливий ефект на худобу, і вирішила, що щось подібне може вгамувати її власну гіперчутливість. 
Спочатку пристрій Ґрандін зустрів несхвалення психологами з її коледжу.  Але її вчитель природничих наук,  заохочував її визначити причину, чому це допомогло вирішити тривогу та сенсорні проблеми.

## Ефективність

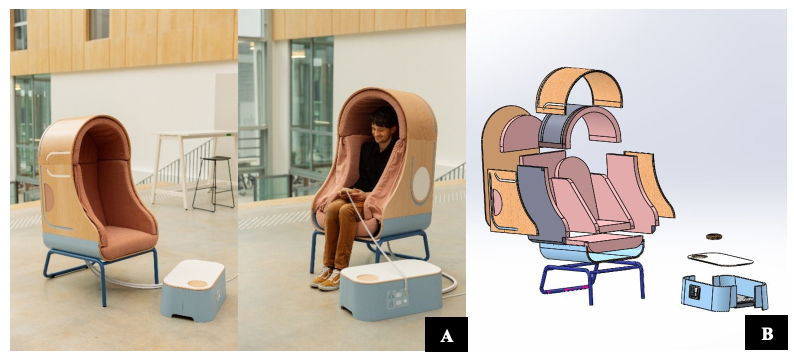
(A) компресійне крісло для викликання глибокого тиску у дітей з аутизмом (кінцевий продукт) і (B) різні компоненти крісла

Кілька терапевтичних програм у Сполучених Штатах зараз використовують машини для обіймів для досягнення загального заспокійливого ефекту серед аутистів різного віку. У 1995 року Американським Центром вивчення аутизму в Салемі, штат Орегон було проведено дослідження щодо ефективності пристрою Ґрандін, Серед десяти дітей-аутистів, що брали участі у дослідженні, всі показали зниження напруги та тривоги при застосуванні обіймальної коробки.  Невелике пілотне дослідження Edelson et al. у 1999 році  показало, що машина для обіймів спричинила значне зниження напруги, але лише незначне зменшення тривоги. 
Ґрандін  регулярно використовувала свою власну коробку для обіймів, щоб  полегшити симптоми тривоги. У лютому 2010 року в інтерв’ю журналу Time Ґрандін заявила, що більше не користується машиною для обіймів: «Вона зламалася два роки тому, і я так і не полагодила її. Тепер мені подобається обіймати людей». 